# Striga bilabiata
Striga bilabiata là loài thực vật có hoa thuộc họ Cỏ chổi. Loài này được (Thunb.) Kuntze miêu tả khoa học đầu tiên năm 1898.

## Hình ảnh

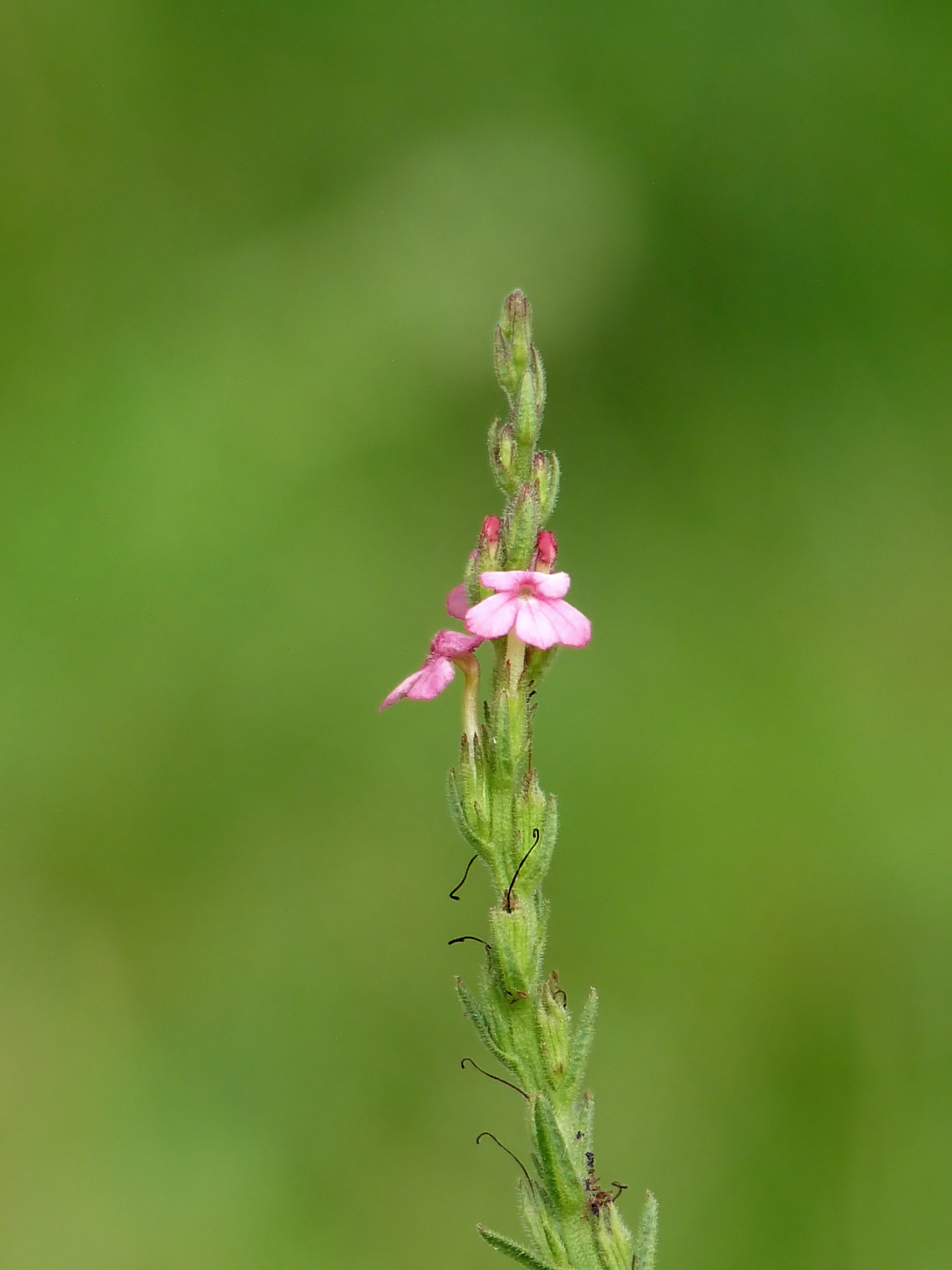